# Żowta Krucza
Żowta Krucza (ukr. Жовта Круча) – wieś na Ukrainie, w obwodzie zaporoskim, w rejonie zaporoskim, w hromadzie Komyszuwacha. W 2001 liczyła 339 mieszkańców.